# Temporada 2020 del Campeonato del Mundo de Moto2
La temporada 2020 del Campeonato del Mundo de Moto2 es la 11.ª edición de este campeonato creado en 2010. También es parte de la 72.ª edición del Campeonato del Mundo de Motociclismo.
Álex Márquez, el actual campeón reinante no defenderá su título al subir a MotoGP con el Repsol Honda Team.

## Calendario

### Calendario provisional
Los siguientes Grandes Premios están programados para tener lugar en 2020.
| Ronda                                             | Gran Premio                                              | Circuito                                                | Fecha            | Estado    |
| ------------------------------------------------- | -------------------------------------------------------- | ------------------------------------------------------- | ---------------- | --------- |
| 1                                                 | Grand Prix of Qatar                                      | Circuito Internacional de Losail, Lusail                | 8 de marzo       |           |
| 2                                                 | OR Thailand Grand Prix                                   | Circuito Internacional de Chang, Buriram                | 22 de marzo      | Aplazado  |
| 3                                                 | Red Bull Grand Prix of The Americas                      | Circuito de las Américas, Austin, Texas                 | 5 de abril       | Aplazado  |
| 4                                                 | Gran Premio Motul de la República Argentina              | Autódromo Termas de Río Hondo, Santiago del Estero      | 19 de abril      | Aplazado  |
| 5                                                 | Gran Premio Red Bull de España                           | Circuito de Jerez, Jerez de la Frontera                 | 3 de mayo        | Aplazado  |
| 6                                                 | SHARK Helmets Grand Prix de France                       | Circuito de Bugatti, Le Mans                            | 17 de mayo       | Aplazado  |
| 7                                                 | Gran Premio d'Italia Oakley                              | Autódromo Internacional del Mugello, Scarperia          | 31 de mayo       | Cancelado |
| 8                                                 | Gran Premi Monster Energy de Cataluña                    | Circuito de Barcelona-Cataluña, Montmeló                | 7 de junio       | Aplazado  |
| 9                                                 | HJC Helmets Motorrad Grand Prix Deutschland              | Sachsenring, Hohenstein-Ernstthal                       | 21 de junio      | Cancelado |
| 10                                                | Motul TT Assen                                           | Circuito de Assen, Assen                                | 28 de junio      | Cancelado |
| 11                                                | Finland Grand Prix                                       | KymiRing, Kymenlaakso                                   | 12 de julio      | Cancelado |
| 12                                                | Monster Energy Grand Prix České republiky                | Autódromo de Brno, Brno                                 | 9 de agosto      |           |
| 13                                                | myWorld Motorrad Grand Prix von Österreich               | Red Bull Ring, Spielberg                                | 16 de agosto     |           |
| 14                                                | British Grand Prix                                       | Circuito de Silverstone, Silverstone                    | 30 de agosto     | Cancelado |
| 15                                                | Gran Premio Octo di San Marino e della Riviera di Rimini | Misano World Circuit Marco Simoncelli, Misano Adriatico | 13 de septiembre |           |
| 16                                                | Gran Premio de Aragón                                    | MotorLand Aragón, Alcañiz                               | 4 de octubre     | Aplazado  |
| 17                                                | Motul Grand Prix of Japan                                | Twin Ring Motegi, Motegi                                | 18 de octubre    | Cancelado |
| 18                                                | Australian Motorcycle Grand Prix                         | Circuito de Phillip Island, Phillip Island              | 25 de octubre    | Cancelado |
| 19                                                | Shell Malaysia Motorcycle Grand Prix                     | Circuito Internacional de Sepang, Selangor              | 1 de noviembre   |           |
| 20                                                | Gran Premio Motul de la Comunitat Valenciana             | Circuito Ricardo Tormo, Valencia                        | 15 de noviembre  |           |
| Notas: Actualizado a 11 de junio de 2020 1. 2. 3. |                                                          |                                                         |                  |           |

##### Cambios en el calendario
- Se amplia el calendario a 20 Grandes Premios.
- El Gran Premio de Tailandia pasa a ser la segunda cita del Campeonato, después de celebrarse a principios de octubre los dos últimos años.
- Los Grandes Premios de las Américas y Argentina cambian de orden respecto a las últimas cuatro temporadas.
- El Gran Premio de Alemania pasa a celebrarse antes que el de los Países Bajos, para seguir con la tradición de disputar Assen el último fin de semana de junio.
- El Gran Premio de Finlandia hace su primera aparición desde 1982 en el nuevo circuito KymiRing.

### Calendario definitivo
Dada la situación global provocada por la pandemia del coronavirus, el calendario se ha visto afectado de manera notable. El 11 de junio de 2020 se anuncia el calendario europeo definitivo.
| Ronda                                             | Gran Premio                                             | Circuito                                                | Fecha            |
| ------------------------------------------------- | ------------------------------------------------------- | ------------------------------------------------------- | ---------------- |
| 1                                                 | QNB Grand Prix of Qatar                                 | Circuito Internacional de Losail, Lusail                | 8 de marzo       |
| 2                                                 | Gran Premio Red Bull de España                          | Circuito de Jerez, Jerez de la Frontera                 | 19 de julio      |
| 3                                                 | Gran Premio Red Bull de Andalucía                       | Circuito de Jerez, Jerez de la Frontera                 | 26 de julio      |
| 4                                                 | Monster Energy Grand Prix České republiky               | Autódromo de Brno, Brno                                 | 9 de agosto      |
| 5                                                 | myWorld Motorrad Grand Prix von Österreich              | Red Bull Ring, Spielberg                                | 16 de agosto     |
| 6                                                 | Grand Prix von Estyria                                  | Red Bull Ring, Spielberg                                | 23 de agosto     |
| 7                                                 | Gran Premio di San Marino e della Riviera di Rimini     | Misano World Circuit Marco Simoncelli, Misano Adriatico | 13 de septiembre |
| 8                                                 | Gran Premio di Emilia Romagna e della Riviera di Rimini | Misano World Circuit Marco Simoncelli, Misano Adriatico | 20 de septiembre |
| 9                                                 | Gran Premi Monster Energy de Cataluña                   | Circuito de Barcelona-Cataluña, Montmeló                | 27 de septiembre |
| 10                                                | SHARK Helmets Grand Prix de France                      | Circuito de Bugatti, Le Mans                            | 11 de octubre    |
| 11                                                | Gran Premio Michelín® de Aragón                         | MotorLand Aragón, Alcañiz                               | 18 de octubre    |
| 12                                                | Gran Premio de Teruel                                   | MotorLand Aragón, Alcañiz                               | 25 de octubre    |
| 13                                                | Gran Premio Motul de Europa                             | Circuito Ricardo Tormo, Valencia                        | 8 de noviembre   |
| 14                                                | Gran Premio Motul de la Comunitat Valenciana            | Circuito Ricardo Tormo, Valencia                        | 15 de noviembre  |
|                                                   | Red Bull Grand Prix of The Americas                     | Circuito de las Américas, Austin, Texas                 | Por definir      |
|                                                   | Gran Premio Motul de la República Argentina             | Autódromo Termas de Río Hondo, Santiago del Estero      | Por definir      |
|                                                   | OR Thailand Grand Prix                                  | Circuito Internacional de Chang, Buriram                | Por definir      |
|                                                   | Shell Malaysia Motorcycle Grand Prix                    | Circuito Internacional de Sepang, Selangor              | Por definir      |
| Notas: Actualizado a 11 de junio de 2020 1. 2. 3. |                                                         |                                                         |                  |

#### Cambios respecto al calendario provisional
- Debido a la cancelación de la clase de MotoGP,[18] el Gran Premio de Catar se convierte en carrera nocturna.[19]
- Se pospone el Gran Premio de Tailandia, dado que el gobierno de dicho país comunica que no va a ser posible disputarlo en la fecha prevista.[5] Se reubica en su fecha habitual de principios de octubre, adelantando para ello una semana el Gran Premio de Aragón;[16] aunque finalmente se retrasa al 18 de octubre.[11]
- Se pospone el Gran Premio de las Américas al 15 de noviembre debido a la restricción de vuelos que afecta a países como Italia.[20] Esto hace que el Gran Premio de la Comunidad Valenciana se retrase una semana,[6] que finalmente serían dos debido a la reubicación del Gran Premio de Argentina al 22 de noviembre;[7] aunque finalmente se celebra en su fecha inicial del 15 de noviembre.[11]
- Se posponen los Grandes Premios de España,[8] Francia,[10] Italia y Cataluña[12] que se iban a disputar en los meses de mayo y junio.
  - El Gran Premio de España se reubica al 19 de julio.[9]
  - Se cancela el Gran Premio de Italia en el circuito de Mugello.[13]
  - El Gran Premio de Cataluña se reubica al 27 de septiembre.
  - El Gran Prmio de Francia se reubica al 11 de octubre.
- Se cancelan definitivamente los Grandes Premios de Alemania, Países Bajos y Finlandia que iban a tener lugar en los meses de junio y julio.[14]
- Se anuncia un acuerdo con la Junta de Andalucía y el Ayuntamiento de Jerez para la celebración de dos grandes premios en el Circuito de Jerez, el segundo de ellos como Gran Premio de Andalucía, los fines de semana del 19 y 26 de julio.[9]
- La imposibilidad logística de encontrar una fecha en el nuevo calendario obliga a cancelar los Grandes Premios de Gran Bretaña y Australia.[15]
- Se cancela el Gran Premio de Japón debido a la imposibilidad de reubicarlo a partir de la segunda mitad de noviembre.[17]
- Además de en el circuito de Jerez, también se celebrarán dos Grandes Premios en los circuitos del Red Bull Ring, Misano, MotorLand Aragón y Ricardo Tormo.[11]

## Equipos y pilotos
| Equipo | Constructor | Moto           | N.º | Piloto                  | Rondas      |
| --- | ----------- | -------------- | --- | ----------------------- | ----------- |
| American Racing Tennor American Racing                                                                             | Kalex       | Kalex Moto2    | 16  | Joe Roberts             | Todas       |
| American Racing Tennor American Racing                                                                             | Kalex       | Kalex Moto2    | 42  | Marcos Ramírez          | Todas       |
| Liqui Moly Intact GP                                                                                               | Kalex       | Kalex Moto2    | 23  | Marcel Schrötter        | Todas       |
| Liqui Moly Intact GP                                                                                               | Kalex       | Kalex Moto2    | 12  | Thomas Lüthi            | Todas       |
| EG 0,0 Marc VDS | Kalex       | Kalex Moto2    | 22  | Sam Lowes               | Todas       |
| EG 0,0 Marc VDS | Kalex       | Kalex Moto2    | 37  | Augusto Fernández       | Todas       |
| Federal Oil Gresini Moto2                                                                                          | Kalex       | Kalex Moto2    | 11  | Nicolò Bulega           | Todas       |
| Federal Oil Gresini Moto2                                                                                          | Kalex       | Kalex Moto2    | 57  | Edgar Pons              | Todas       |
| Flexbox HP40 | Kalex       | Kalex Moto2    | 7   | Lorenzo Baldassarri     | Todas       |
| Flexbox HP40 | Kalex       | Kalex Moto2    | 40  | Héctor Garzó            | Todas       |
| IDEMITSU Honda Team Asia                                                                                           | Kalex       | Kalex Moto2    | 27  | Andi Farid Izdihar      | Todas       |
| IDEMITSU Honda Team Asia                                                                                           | Kalex       | Kalex Moto2    | 35  | Somkiat Chantra         | Todas       |
| Italtrans Racing Team                                                                                              | Kalex       | Kalex Moto2    | 19  | Lorenzo Dalla Porta     | Todas       |
| Italtrans Racing Team                                                                                              | Kalex       | Kalex Moto2    | 33  | Enea Bastianini         | Todas       |
| ONEXOX TKKR SAG Team                                                                                               | Kalex       | Kalex Moto2    |     |                         |             |
| ONEXOX TKKR SAG Team                                                                                               | Kalex       | Kalex Moto2    | 87  | Remy Gardner            | 1-7, 9-15   |
| ONEXOX TKKR SAG Team                                                                                               | Kalex       | Kalex Moto2    | 99  | Kasma Daniel Kasmayudin | Todas       |
| Petronas Sprinta Racing                                                                                            | Kalex       | Kalex Moto2    | 96  | Jake Dixon              | 1-13        |
| Petronas Sprinta Racing                                                                                            | Kalex       | Kalex Moto2    | 97  | Xavi Vierge             | Todas       |
| SKY Racing Team VR46                                                                                               | Kalex       | Kalex Moto2    | 10  | Luca Marini             | Todas       |
| SKY Racing Team VR46                                                                                               | Kalex       | Kalex Moto2    | 72  | Marco Bezzecchi         | Todas       |
| Red Bull KTM Ajo                                                                                                   | Kalex       | Kalex Moto2    | 45  | Tetsuta Nagashima       | Todas       |
| Red Bull KTM Ajo                                                                                                   | Kalex       | Kalex Moto2    | 54  | Mattia Pasini           | 8           |
| Red Bull KTM Ajo                                                                                                   | Kalex       | Kalex Moto2    | 88  | Jorge Martín            | 1-6, 9-15   |
| MV Agusta Temporary Forward                                                                                        | MV Agusta   | MV Agusta F2   | 24  | Simone Corsi            | Todas       |
| MV Agusta Temporary Forward                                                                                        | MV Agusta   | MV Agusta F2   | 62  | Stefano Manzi           | Todas       |
| NTS RW Racing GP                                                                                                   | NTS         | NTS NH7        | 2   | Jesko Raffin            | 1-3, 7      |
| NTS RW Racing GP                                                                                                   | NTS         | NTS NH7        | 64  | Bo Bendsneyder          | Todas       |
| NTS RW Racing GP                                                                                                   | NTS         | NTS NH7        | 74  | Piotr Biesiekirski      | 8-14        |
| NTS RW Racing GP                                                                                                   | NTS         | NTS NH7        | 77  | Dominique Aegerter      | 4–6, 15     |
| Aspar Team Inde Aspar Team Moto2 Openbank Aspar Team Moto2 Oceanica Aspar Team Moto2 Kipin Energy Aspar Team Moto2 | Speed Up    | Speed Up SF20T | 5   | Alejandro Medina        | 6           |
| Aspar Team Inde Aspar Team Moto2 Openbank Aspar Team Moto2 Oceanica Aspar Team Moto2 Kipin Energy Aspar Team Moto2 | Speed Up    | Speed Up SF20T | 18  | Xavier Cardelús         | 11-12       |
| Aspar Team Inde Aspar Team Moto2 Openbank Aspar Team Moto2 Oceanica Aspar Team Moto2 Kipin Energy Aspar Team Moto2 | Speed Up    | Speed Up SF20T | 44  | Arón Canet              | 1-10, 13-15 |
| Aspar Team Inde Aspar Team Moto2 Openbank Aspar Team Moto2 Oceanica Aspar Team Moto2 Kipin Energy Aspar Team Moto2 | Speed Up    | Speed Up SF20T | 55  | Hafizh Syahrin          | 1-5, 7-15   |
| Beta Tools Speed Up HDR Heidrun Speed Up MB Conveyors Speed Up +Ego Speed Up Termozeta Speed Up                    | Speed Up    | Speed Up SF20T | 9   | Jorge Navarro           | Todas       |
| Beta Tools Speed Up HDR Heidrun Speed Up MB Conveyors Speed Up +Ego Speed Up Termozeta Speed Up                    | Speed Up    | Speed Up SF20T | 21  | Fabio Di Giannantonio   | Todas       |
| Fuente: |             |                |     |                         |             |

| Leyenda             | Leyenda |
| ------------------- | ------- |
| Piloto titular      |         |
| Piloto invitado     |         |
| Piloto de reemplazo |         |

### Cambios de equipos
- KTM se retiró de Moto2 para centrarse en su programa de MotoGP, resultando en los siguientes movimientos:
  - El American Racing y el Ajo Motorsport pasarán a usar motocicletas Kalex.
  - Ángel Nieto Team pasara a usar motocicletas Speed Up.
  - Kiefer Racing abandona Moto2.
  - Tech 3 abandona la categoría para iniciar un programa en Moto3.
- El Federal Oil Gresini Moto2 y el Petronas Sprinta Racing tendrán una segunda moto en la parrilla.
- Tasca Racing Scuderia Moto2 abandona Moto2.

### Cambios de pilotos
- Sam Lowes dejó el Federal Oil Gresini Moto2 para fichar con el EG 0,0 Marc VDS, reemplaando a Xavi Vierge, quien fichó con el Petronas Sprinta Racing.
- Arón Canet hará su debut en Moto2, uniéndose al Gaviota Ángel Nieto Team.
- Lorenzo Dalla Porta sube a Moto2 con el Italtrans Racing Team, reemplazando a Andrea Locatelli.
- Jesko Raffin regresa a Moto2 con el NTS RW Racing GP, equipo con el que disputó las tres primeras carreras de 2019 como sustituto de Steven Odendaal, a quien ahora reemplazará de forma permanente.
- Marco Bezzecchi fichó por el SKY Racing Team VR46, reemplazando a Nicolò Bulega.
- Nicolò Bulega fichó por el Federal Oil Gresini Moto2, reemplazando a Sam Lowes.
- Jake Dixon fichó con el Petronas Sprinta Racing, reemplazando a Khairul Idham Pawi, quien regresará a Moto3.
- Marcos Ramírez hará su debut en Moto2, uniéndose al American Racing Team en reemplazo de Iker Lecuona.
- Hafizh Syahrin regresa a Moto2 después de dos temporadas con el Tech 3 en MotoGP, uniéndose al Gaviota Ángel Nieto Team reemplazando a Jake Dixon quien fichó por el Petronas Sprinta Racing.
- Andi Farid Izdihar reemplaza a Dimas Ekky Pratama en el IDEMITSU Honda Team Asia.
- Edgar Pons regresa a Moto2, uniéndose al Federal Oil Gresini Moto2.
- Simone Corsi volverá a correr con el Forward Racing, reemplazando a Dominique Aegerter quien fichó con el Dynavolt Intact para correr en la Copa Mundial de MotoE. Corsi corrió con el Forward Racing entre 2013 y 2015.
- Tetsuta Nagashima con contrato con el ONEXOX TKKR SAG Team para 2020 rescindió su contrato para fichar con el Red Bull KTM Ajo, reemplazando a Iker Lecuona, quien fichó por el Red Bull KTM Tech3 de MotoGP.
- Kasma Daniel Kasmayudin hará su debut en Moto2, uniéndose al equipo ONEXOX TKKR SAG Team, reemplazando a Tetsuta Nagashima, quien fichó por el Red Bull KTM Ajo.
- Augusto Fernández con contrato con el FlexBox HP 40 para 2020 rescindió su contrato para fichar con el EG 0,0 Marc VDS, reemplazando a Álex Márquez, quien fichó por el Repsol Honda Team de MotoGP.
- Héctor Garzó hará su debut como piloto titular en Moto2, uniéndose al FlexBox HP 40, reemplazando a Augusto Fernández, quien fichó por el EG 0,0 Marc VDS.

## Resultados

### Resultados por Gran Premio
| Ronda | Gran Premio                            | Pole position   | Vuelta rápida     | Piloto ganador    | Equipo ganador        | Constructor ganador |
| ----- | -------------------------------------- | --------------- | ----------------- | ----------------- | --------------------- | ------------------- |
| 1     | Gran Premio de Catar                   | Joe Roberts     | Tetsuta Nagashima | Tetsuta Nagashima | Red Bull KTM Ajo      | Kalex               |
| 2     | Gran Premio de España                  | Jorge Martín    | Tetsuta Nagashima | Luca Marini       | SKY Racing Team VR46  | Kalex               |
| 3     | Gran Premio de Andalucía               | Marco Bezzecchi | Enea Bastianini   | Enea Bastianini   | Italtrans Racing Team | Kalex               |
| 4     | Gran Premio de la República Checa      | Joe Roberts     | Enea Bastianini   | Enea Bastianini   | Italtrans Racing Team | Kalex               |
| 5     | Gran Premio de Austria                 | Remy Gardner    | Jorge Martín      | Jorge Martín      | Red Bull KTM Ajo      | Kalex               |
| 6     | Gran Premio de Estiria                 | Arón Canet      | Marco Bezzecchi   | Marco Bezzecchi   | SKY Racing Team VR46  | Kalex               |
| 7     | Gran Premio de San Marino              | Sam Lowes       | Luca Marini       | Luca Marini       | SKY Racing Team VR46  | Kalex               |
| 8     | Gran Premio de la Emilia Romaña        | Luca Marini     | Sam Lowes         | Enea Bastianini   | Italtrans Racing Team | Kalex               |
| 9     | Gran Premio de Cataluña                | Luca Marini     | Sam Lowes         | Luca Marini       | SKY Racing Team VR46  | Kalex               |
| 10    | Gran Premio de Francia                 | Joe Roberts     | Augusto Fernández | Sam Lowes         | EG 0,0 Marc VDS       | Kalex               |
| 11    | Gran Premio de Aragón                  | Sam Lowes       | Jorge Martín      | Sam Lowes         | EG 0,0 Marc VDS       | Kalex               |
| 12    | Gran Premio de Teruel                  | Sam Lowes       | Sam Lowes         | Sam Lowes         | EG 0,0 Marc VDS       | Kalex               |
| 13    | Gran Premio de Europa                  | Xavi Vierge     | Héctor Garzó      | Marco Bezzecchi   | SKY Racing Team VR46  | Kalex               |
| 14    | Gran Premio de la Comunidad Valenciana | Stefano Manzi   | Héctor Garzó      | Jorge Martín      | Red Bull KTM Ajo      | Kalex               |
| 15    | Gran Premio de Portugal                | Remy Gardner    | Remy Gardner      | Remy Gardner      | Onexox TKKR SAG Team  | Kalex               |

### Campeonato de pilotos
Sistema de puntuación
Los puntos se reparten entre los quince primeros clasificados en acabar la carrera. 
Sistema de puntuación de 1993 hasta 2022:
| Posición | 1.º | 2.º | 3.º | 4.º | 5.º | 6.º | 7.º | 8.º | 9.º | 10.º | 11.º | 12.º | 13.º | 14.º | 15.º |
| Puntos   | 25  | 20  | 16  | 13  | 11  | 10  | 9   | 8   | 7   | 6    | 5    | 4    | 3    | 2    | 1    |

| Pos | Piloto                | Moto      | QAT | ESP | AND | CZE | AUT | EST | SMR | ERO | CAT | FRA | ARA | TER | EUR | VAL | POR | Pts |
| --- | --------------------- | --------- | --- | --- | --- | --- | --- | --- | --- | --- | --- | --- | --- | --- | --- | --- | --- | --- |
| 1   | Enea Bastianini       | Kalex     | 3   | 9   | 1   | 1   | Ret | 10  | 3   | 1   | 6   | 11  | 2   | 3   | 4   | 6   | 5   | 205 |
| 2   | Luca Marini           | Kalex     | Ret | 1   | 2   | 4   | 2   | 7   | 1   | 4   | 1   | 17  | Ret | 11  | 6   | 5   | 2   | 196 |
| 3   | Sam Lowes             | Kalex     | DNS | 4   | 4   | 2   | 4   | DSQ | 8   | 3   | 2   | 1   | 1   | 1   | Ret | 14  | 3   | 196 |
| 4   | Marco Bezzecchi       | Kalex     | 12  | Ret | 3   | 6   | 6   | 1   | 2   | 2   | 7   | 3   | Ret | Ret | 1   | 3   | 4   | 184 |
| 5   | Jorge Martín          | Kalex     | 20  | 3   | 6   | 8   | 1   | 2   |     |     | Ret | Ret | 3   | 6   | 2   | 1   | 6   | 160 |
| 6   | Remy Gardner          | Kalex     | 5   | 7   | 14  | 13  | Ret | 3   | DNS |     | 16  | 2   | 5   | 4   | 3   | 7   | 1   | 135 |
| 7   | Joe Roberts           | Kalex     | 4   | 17  | 17  | 3   | 10  | 12  | 10  | Ret | 5   | 6   | 8   | 10  | Ret | 11  | 7   | 94  |
| 8   | Tetsuta Nagashima     | Kalex     | 1   | 2   | 11  | 11  | Ret | 4   | Ret | 23  | 12  | 21  | 9   | 14  | 12  | 12  | 14  | 91  |
| 9   | Marcel Schrötter      | Kalex     | 7   | Ret | 10  | 15  | 3   | 11  | Ret | 5   | 10  | 10  | 15  | 20  | 13  | 4   | 12  | 81  |
| 10  | Xavi Vierge           | Kalex     | 9   | 10  | 8   | 12  | 5   | 6   | 4   | Ret | Ret | Ret | 16  | 12  | 9   | 13  | 10  | 79  |
| 11  | Thomas Lüthi          | Kalex     | 10  | Ret | 7   | 17  | 7   | 5   | 6   | 9   | 11  | 5   | 12  | Ret | 19  | 16  | 16  | 72  |
| 12  | Lorenzo Baldassarri   | Kalex     | 2   | 8   | Ret | 22  | 11  | 15  | 11  | 25  | Ret | 8   | 20  | Ret | 5   | 10  | 9   | 71  |
| 13  | Augusto Fernández     | Kalex     | Ret | 13  | 13  | 5   | 8   | Ret | 5   | 18  | Ret | 4   | 11  | 8   | DNS | 15  | 8   | 71  |
| 14  | Arón Canet            | Speed Up  | 8   | 5   | 5   | 10  | 9   | Ret | 9   | 13  | 8   | DNS |     |     | 11  | Ret | 15  | 67  |
| 15  | Fabio Di Giannantonio | Speed Up  | 13  | Ret | 18  | 16  | 21  | 18  | 7   | 8   | 3   | 7   | Ret | 2   | Ret | Ret | Ret | 65  |
| 16  | Héctor Garzó          | Kalex     | 17  | 12  | Ret | Ret | 15  | 9   | Ret | 10  | 13  | 12  | 7   | Ret | 7   | 2   | Ret | 63  |
| 17  | Jorge Navarro         | Speed Up  | 6   | Ret | Ret | 7   | Ret | Ret | Ret | 7   | 4   | Ret | 27  | 5   | 10  | Ret | Ret | 58  |
| 18  | Jake Dixon            | Kalex     | 14  | 18  | Ret | Ret | 14  | 8   | 16  | 6   | Ret | Ret | 4   | 7   | DNS |     |     | 44  |
| 19  | Marcos Ramírez        | Kalex     | Ret | 23  | 15  | 19  | 18  | 16  | 12  | 17  | 9   | 13  | 6   | 9   | 16  | Ret | 11  | 37  |
| 20  | Nicolò Bulega         | Kalex     | 18  | 14  | 12  | 14  | 16  | 13  | 15  | 11  | Ret | Ret | 18  | 17  | 8   | 9   | Ret | 32  |
| 21  | Hafizh Syahrin        | Speed Up  | 19  | 6   | Ret | 9   | Ret |     | Ret | 19  | 18  | 15  | 19  | 13  | Ret | 19  | 21  | 21  |
| 22  | Stefano Manzi         | MV Agusta | 15  | 11  | 9   | Ret | 17  | 14  | 17  | 15  | Ret | 14  | 14  | Ret | 15  | Ret | 19  | 21  |
| 23  | Bo Bendsneyder        | NTS       | 11  | Ret | 19  | 18  | 22  | 24  | 19  | 22  | 17  | 20  | 21  | 16  | 14  | 8   | 13  | 18  |
| 24  | Simone Corsi          | MV Agusta | 21  | 15  | Ret | DNS | 20  | 20  | 14  | 12  | 15  | 16  | 10  | 15  | Ret | 17  | Ret | 15  |
| 25  | Somkiat Chantra       | Kalex     | 25  | Ret | Ret | 23  | 13  | Ret | 18  | 21  | Ret | 9   | 23  | 19  | Ret | 18  | 18  | 10  |
| 26  | Edgar Pons            | Kalex     | 16  | 16  | 16  | 20  | Ret | 19  | Ret | 20  | 14  | 19  | 13  | Ret | 17  | Ret | Ret | 5   |
| 27  | Lorenzo Dalla Porta   | Kalex     | 24  | 19  | Ret | 24  | 19  | 17  | 13  | 14  | Ret | 18  | 17  | 18  | 20  | Ret | 17  | 5   |
| 28  | Dominique Aegerter    | NTS       |     |     |     | 21  | 12  | Ret |     |     |     |     |     |     |     |     | 20  | 4   |
|     | Mattia Pasini         | Kalex     |     |     |     |     |     |     |     | 16  |     |     |     |     |     |     |     | 0   |
|     | Andi Farid Izdihar    | Kalex     | 22  | 20  | 20  | 25  | Ret | 23  | Ret | 24  | 19  | Ret | 22  | 21  | 18  | Ret | Ret | 0   |
|     | Kasma Daniel          | Kalex     | Ret | 22  | Ret | Ret | 23  | 21  | 20  | Ret | 20  | DSQ | 25  | Ret | 21  | 20  | Ret | 0   |
|     | Piotr Biesiekirski    | NTS       |     |     |     |     |     |     |     | Ret | 21  | 22  | 26  | 23  | 22  | 21  |     | 0   |
|     | Jesko Raffin          | NTS       | 23  | 21  | DNS |     |     |     | Ret |     |     |     |     |     |     |     |     | 0   |
|     | Xavier Cardelús       | Speed Up  |     |     |     |     |     |     |     |     |     |     | 24  | 22  |     |     |     | 0   |
|     | Alejandro Medina      | Speed Up  |     |     |     |     |     | 22  |     |     |     |     |     |     |     |     |     | 0   |
| Pos | Piloto                | Moto      | QAT | ESP | AND | CZE | AUT | EST | SMR | ERO | CAT | FRA | ARA | TER | EUR | VAL | POR | Pts |

| Color     | Resultado                                                               |
| --------- | ----------------------------------------------------------------------- |
| Oro       | Ganador                                                                 |
| Plata     | 2.ª plaza                                                               |
| Bronce    | 3.ª plaza                                                               |
| Verde     | Finalizó en los puntos                                                  |
| Azul      | Finalizó sin puntos                                                     |
| Azul      | NC - No clasificado                                                     |
| Violeta   | Ret - No terminó (Carrera)                                              |
| Rojo      | DNQ - No se clasificó                                                   |
| Negro     | DSQ - Descalificado                                                     |
| Blanco    | DNS - No empezó (carrera)                                               |
| Blanco    | WD - Retirado (fin de semana)                                           |
| Blanco    | C - Carrera cancelada                                                   |
| Sin color | DNP - Inscrito pero no participó                                        |
| Sin color | INJ - Lesionado                                                         |
| Sin color | EX - Excluido                                                           |
| Estado    | Resultado                                                               |
| Negrita   | Pole position                                                           |
| Cursiva   | Vuelta rápida                                                           |
| †         | Abandona, pero clasifica al completar el porcentaje requerido para ello |

### Campeonato de Constructores
| Pos. | Constructor | QAT | ESP | AND | CZE | AUT | EST | SMR | ERO | CAT | FRA | ARA | TER | EUR | VAL | POR | Ptos. |
| ---- | ----------- | --- | --- | --- | --- | --- | --- | --- | --- | --- | --- | --- | --- | --- | --- | --- | ----- |
| 1    | Kalex       | 1   | 1   | 1   | 1   | 1   | 1   | 1   | 1   | 1   | 1   | 1   | 1   | 1   | 1   | 1   | 375   |
| 2    | Speed Up    | 6   | 5   | 5   | 7   | 9   | 18  | 7   | 7   | 3   | 7   | 19  | 2   | 10  | 19  | 15  | 118   |
| 3    | MV Agusta   | 15  | 11  | 9   | Ret | 17  | 14  | 14  | 12  | 15  | 14  | 10  | 15  | 15  | 17  | 19  | 32    |
| 4    | NTS         | 11  | 21  | 19  | 18  | 12  | 24  | 19  | 23  | 17  | 20  | 21  | 16  | 14  | 8   | 13  | 22    |
| Pos. | Constructor | QAT | ESP | AND | CZE | AUT | EST | SMR | ERO | CAT | FRA | ARA | TER | EUR | VAL | POR | Ptos. |

### Campeonato de Equipos
| Pos | Equipo                     | N.º. Moto | QAT | ESP | AND | CZE | AUT | EST | SMR | ERO | CAT | FRA | ARA | TER | EUR | VAL | POR | Pts |
| --- | -------------------------- | --------- | --- | --- | --- | --- | --- | --- | --- | --- | --- | --- | --- | --- | --- | --- | --- | --- |
| 1   | SKY Racing Team VR46       | 10        | Ret | 1   | 2   | 4   | 2   | 7   | 1   | 4   | 1   | 17  | Ret | 11  | 6   | 5   | 2   | 380 |
| 1   | SKY Racing Team VR46       | 72        | 12  | Ret | 3   | 6   | 6   | 1   | 2   | 2   | 7   | 3   | Ret | Ret | 1   | 3   | 4   | 380 |
| 2   | EG 0,0 Marc VDS            | 22        | WD  | 4   | 4   | 2   | 4   | DSQ | 8   | 3   | 2   | 1   | 1   | 1   | Ret | 14  | 3   | 267 |
| 2   | EG 0,0 Marc VDS            | 37        | Ret | 13  | 13  | 5   | 8   | Ret | 5   | 18  | Ret | 4   | 11  | 8   | DNS | 15  | 8   | 267 |
| 3   | Red Bull KTM Ajo           | 45        | 1   | 2   | 11  | 11  | Ret | 4   | Ret | 23  | 12  | 21  | 9   | 14  | 12  | 12  | 14  | 251 |
| 3   | Red Bull KTM Ajo           | 54        |     |     |     |     |     |     |     | 16  |     |     |     |     |     |     |     | 251 |
| 3   | Red Bull KTM Ajo           | 88        | 20  | 3   | 6   | 8   | 1   | 2   |     |     | Ret | Ret | 3   | 6   | 2   | 1   | 6   | 251 |
| 4   | Italtrans Racing Team      | 19        | 24  | 19  | Ret | 24  | 19  | 17  | 13  | 14  | Ret | 18  | 17  | 18  | 20  | Ret | 17  | 210 |
| 4   | Italtrans Racing Team      | 33        | 3   | 9   | 1   | 1   | Ret | 10  | 3   | 1   | 6   | 11  | 2   | 3   | 4   | 6   | 5   | 210 |
| 5   | Liqui Moly Intact GP       | 12        | 10  | Ret | 7   | 17  | 7   | 5   | 6   | 9   | 11  | 5   | 12  | Ret | 19  | 16  | 16  | 153 |
| 5   | Liqui Moly Intact GP       | 23        | 7   | Ret | 10  | 15  | 3   | 11  | Ret | 5   | 10  | 10  | 15  | 20  | 13  | 4   | 12  | 153 |
| 6   | ONEXOX TKKR SAG Team       | 87        | 5   | 7   | 14  | 13  | Ret | 3   | DNS |     | 16  | 2   | 5   | 4   | 3   | 7   | 1   | 135 |
| 6   | ONEXOX TKKR SAG Team       | 99        | Ret | 22  | Ret | Ret | 23  | 21  | 20  | Ret | 20  | DSQ | 25  | Ret | 21  | 20  | Ret | 135 |
| 7   | Flexbox HP40               | 7         | 2   | 8   | Ret | 22  | 11  | 15  | 11  | 25  | Ret | 8   | 20  | Ret | 5   | 10  | 9   | 134 |
| 7   | Flexbox HP40               | 40        | 17  | 12  | Ret | Ret | 15  | 9   | Ret | 10  | 13  | 12  | 7   | Ret | 7   | 2   | Ret | 134 |
| 8   | Tennor American Racing     | 16        | 4   | 17  | 17  | 3   | 10  | 12  | 10  | Ret | 5   | 6   | 8   | 10  | Ret | 11  | 7   | 131 |
| 8   | Tennor American Racing     | 42        | Ret | 23  | 15  | 19  | 18  | 16  | 12  | 17  | 9   | 13  | 6   | 9   | 16  | Ret | 11  | 131 |
| 9   | Beta Tools Speed Up        | 9         | 6   | Ret | Ret | 7   | Ret | Ret | Ret | 7   | 4   | Ret | 27  | 5   | 10  | Ret | Ret | 123 |
| 9   | Beta Tools Speed Up        | 21        | 13  | Ret | 18  | 16  | 21  | 18  | 7   | 8   | 3   | 7   | Ret | 2   | Ret | Ret | Ret | 123 |
| 10  | Petronas Sprinta Racing    | 96        | 14  | 18  | Ret | Ret | 14  | 8   | 16  | 6   | Ret | Ret | 4   | 7   | DNS |     |     | 123 |
| 10  | Petronas Sprinta Racing    | 97        | 9   | 10  | 8   | 12  | 5   | 6   | 4   | Ret | Ret | Ret | 16  | 12  | 9   | 13  | 10  | 123 |
| 11  | Pull&Bear Aspar Team Moto2 | 5         |     |     |     |     |     | 22  |     |     |     |     |     |     |     |     |     | 88  |
| 11  | Pull&Bear Aspar Team Moto2 | 18        |     |     |     |     |     |     |     |     |     |     | 24  | 22  |     |     |     | 88  |
| 11  | Pull&Bear Aspar Team Moto2 | 44        | 8   | 5   | 5   | 10  | 9   | Ret | 9   | 13  | 8   | DNS |     |     | 11  | Ret | 15  | 88  |
| 11  | Pull&Bear Aspar Team Moto2 | 55        | 19  | 6   | Ret | 9   | Ret |     | Ret | 19  | 18  | 15  | 19  | 13  | Ret | 19  | 21  | 88  |
| 12  | Federal Oil Gresini Moto2  | 11        | 18  | 14  | 12  | 14  | 16  | 13  | 15  | 11  | Ret | Ret | 18  | 17  | 8   | 9   | Ret | 37  |
| 12  | Federal Oil Gresini Moto2  | 57        | 16  | 16  | 16  | 20  | Ret | 19  | Ret | 20  | 14  | 19  | 13  | Ret | 17  | Ret | Ret | 37  |
| 13  | MV Agusta Forward Racing   | 24        | 21  | 15  | Ret | DNS | 20  | 20  | 14  | 12  | 15  | 16  | 10  | 15  | Ret | 17  | Ret | 36  |
| 13  | MV Agusta Forward Racing   | 62        | 15  | 11  | 9   | Ret | 17  | 14  | 17  | 15  | Ret | 14  | 14  | Ret | 15  | Ret | 19  | 36  |
| 14  | NTS RW Racing GP           | 2         | 23  | 21  | DNS |     |     |     | Ret |     |     |     |     |     |     |     |     | 22  |
| 14  | NTS RW Racing GP           | 64        | 11  | Ret | 19  | 18  | 22  | 24  | 19  | 22  | 17  | 20  | 21  | 16  | 14  | 8   | 13  | 22  |
| 14  | NTS RW Racing GP           | 74        |     |     |     |     |     |     |     | Ret | 21  | 22  | 26  | 23  | 22  | 21  |     | 22  |
| 14  | NTS RW Racing GP           | 77        |     |     |     | 21  | 12  | Ret |     |     |     |     |     |     |     |     | 20  | 22  |
| 15  | IDEMITSU Honda Team Asia   | 27        | 22  | 20  | 20  | 25  | Ret | 23  | Ret | 24  | 19  | Ret | 22  | 21  | 18  | Ret | Ret | 10  |
| 15  | IDEMITSU Honda Team Asia   | 35        | 25  | Ret | Ret | 23  | 13  | Ret | 18  | 21  | Ret | 9   | 23  | 19  | Ret | 18  | 18  | 10  |
| Pos | Equipo                     | N.º. Moto | QAT | ESP | AND | CZE | AUT | EST | SMR | ERO | CAT | FRA | ARA | TER | EUR | VAL | POR | Pts |